# Beamtenfriedhof

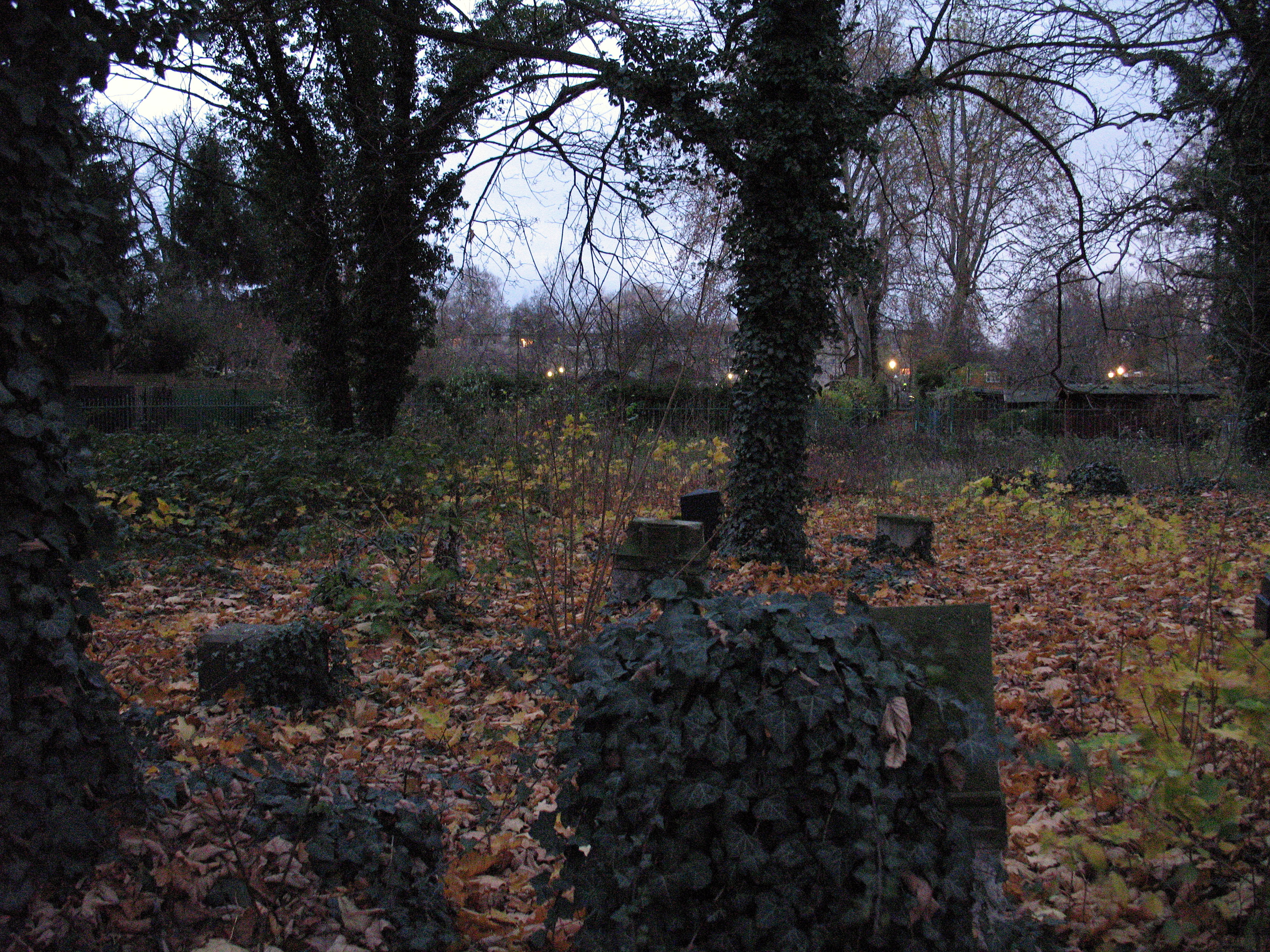
Überwucherte Grabmale auf dem Beamtenfriedhof

Der Beamtenfriedhof (eigentl. Anstaltsfriedhof des Preußischen Mustergefängnis Moabit) in der Lehrter Straße 5 B–D befindet sich in der Nähe des Berliner Hauptbahnhofs im Ortsteil Moabit des Bezirks Mitte und diente als Begräbnisstätte für die Vollzugsbeamten des angrenzenden Zellengefängnisses Lehrter Straße. Ihm nahezu quadratisch gespiegelt, lag der Gefangenenfriedhof auf dem sogenannten Anstaltsgartenland, dessen Reste heute unter einer Kleingartenkolonie liegen.

## Geschichte
Das heute fast unbebaute Gelände war Bestandteil des Zellengefängnis Lehrter Straße, das unter der technischen Leitung von Adolf Hermann Lohse nach Plänen von Carl Ferdinand Busse zwischen 1842 und 1849 errichtet worden war. Vorausgegangen war eine Gefängnisreform des preußischen Königs Friedrich Wilhelm IV. kurz nach seiner Thronbesteigung.

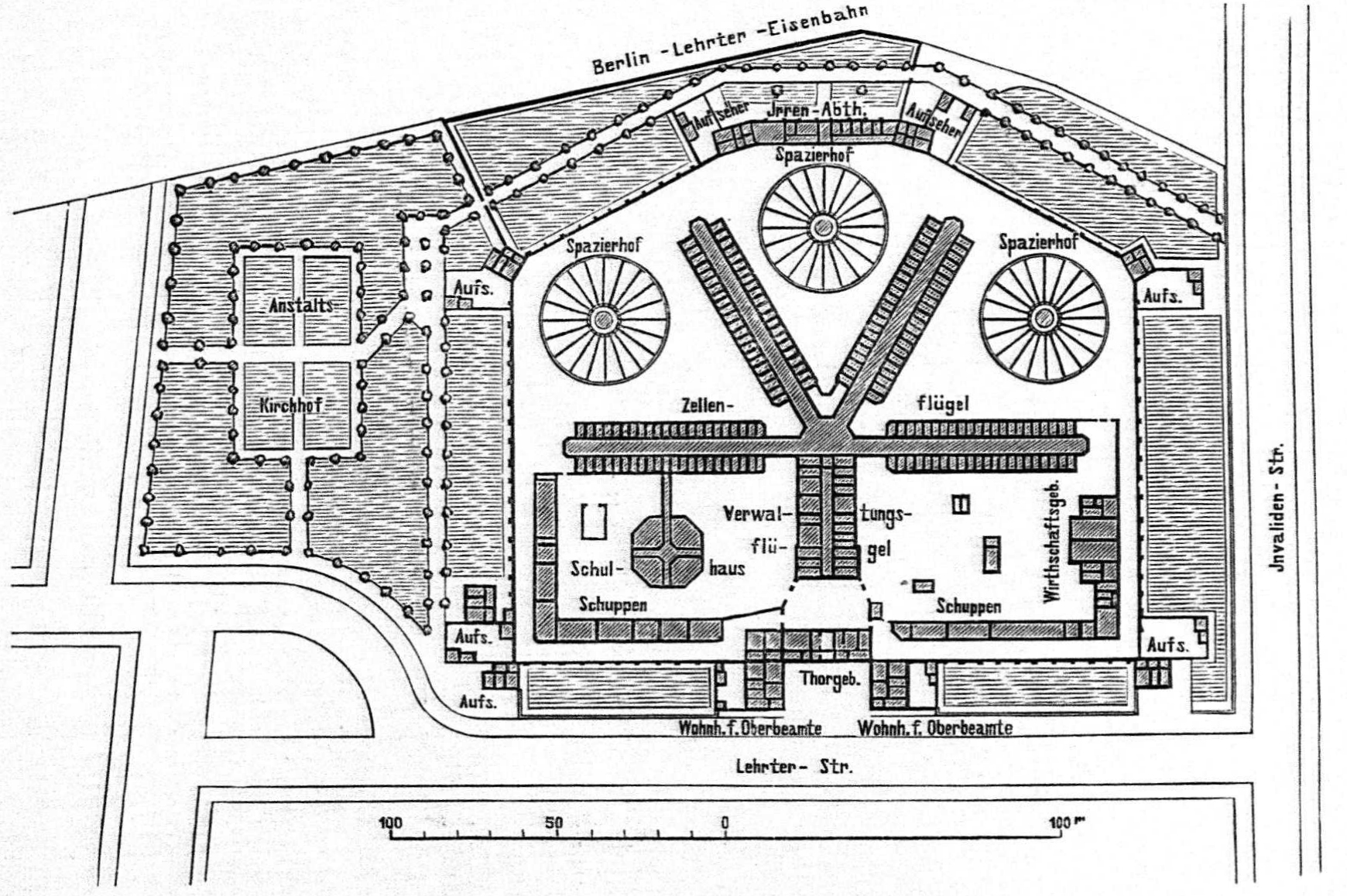
Lageplan des Gefängnis mit links dem Anstalts-Kirchhof (1896)

Als dieser in der Kabinettsorder vom 26. März 1842 den Bau billigte, war neben einem zentralen Überwachungsturm, fünf sternförmig angeordneten Zellentrakten, einer Kirche und Wohnungen für die Vollzugsbeamten auch ein Anstaltsfriedhof, bestehend aus zwei separaten Arealen, geplant. Der Friedhof entstand zwischen 1842 und 1845 außerhalb der Gefängnismauern innerhalb des ca. 10.000 m² großen Anstaltsgartens nördlich des Gefängnisses. Der durch ein Wegekreuz geteilte Friedhof war von der Lehrter Straße aus gesehen in einen Gefangenenfriedhof und einen dahinter liegenden Beamtenfriedhof für die Vollzugsbeamten und deren Familienangehörige gegliedert.
Bekannte Gefangene waren unter anderen der Hauptmann von Köpenick (Wilhelm Voigt) von 1866 bis 1869, Max Hödel, der 1878  wegen eines Attentats auf Kaiser Wilhelm I. hingerichtet wurde, Georg Ledebour und Karl Radek wegen ihrer Teilnahme am Spartakusaufstand sowie Klaus Bonhoeffer. Die letzte Hinrichtung fand offiziell erst 1949 statt (Berthold Wehmeyer).
Nach den Abrissarbeiten des Zellengefängnisses in den Jahren 1957/58 waren nur noch Teile der Ringmauer, drei Beamtenwohnhäuser und der Anstaltsfriedhof erhalten, der daraufhin entwidmet wurde. Eine Differenzierung der Begräbnisse zwischen Beamten und Gefangenen hatte sogar noch im damaligen West-Berlin eine Rolle gespielt: Während der Begräbnisplatz für die Gefangenen den Kleingärten zugeordnet und damit eingeebnet wurde, blieb der Teil für die Vollzugsbeamten innerhalb der Kleingärten als eingezäunter Bereich erhalten.

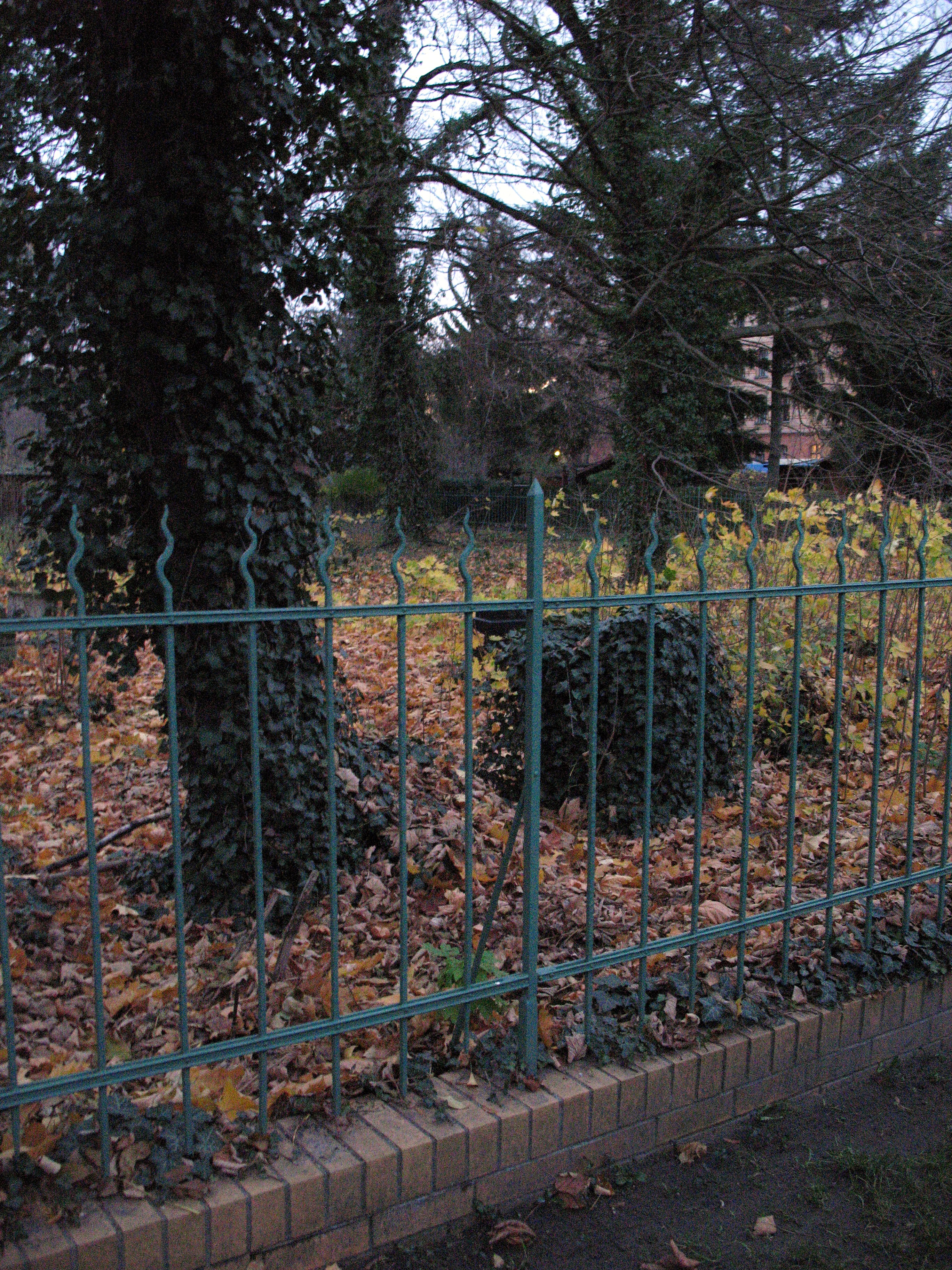
Alter schmiedeeiserner Zaun mit neuem Klinkersockel (2008)

## Heutige Situation
Der inzwischen in die Berliner Gartendenkmalliste aufgenommene Friedhofsteil für Beamte, der nur durch einen alten, schlichten, schmiedeeisernem Zaun über einem neuen gelben Klinkersockel eingefriedet ist, ist heutzutage zwar als kleine Nekropole erkennbar, jedoch völlig verwildert.
Kaum etwas erinnert an die Verstorbenen. Ein älterer Baumbestand aus Ahornbäumen, Eschen und Linden ist auf dem Friedhofsareal frei angeordnet, die mit Efeu bewachsenen Grabfelder weisen nur noch wenige Grabsteine auf. Zu den erhaltenen gehört u. a. das Grab von Ernst Vetter mit der Inschrift:
Hier/ ruhet in Gott/ mein lieber Mann/ und guter Vater,/ der Kgl.Strafanstalt-/ Aufseher/ Ernst Vetter/ * 28.2.1858, † 3.4.1918
sowie von Luise Post
HIER RUHT IN GOTT/ UNSERE GELIEBTE MUTTER/ FRAU LUISE POST/ GEB. WIEHEN/ GEB. IN HITTENBERGEN 10.OKT.1849/ GEST. IN BERLIN 20.FEBR.1912